# Kandy City Centre
El Kandy City Centre es un complejo comercial y de compras, ubicado en Kandy, Sri Lanka, cerca del Templo de la Reliquia del Diente. La construcción comenzó en 1993 y se inauguró en 2005, el costo total de proyecto alcanzó los Rs.4.7 miles de millones. Bajo la dirección de Thusitha Wijayasena y es propiedad de la PFIK, el complejo es uno de los proyectos más exitosos en Sri Lanka. Este complejo fue construido en el espacio ocupado con varios edificios, tales como salas de cine y otra tienda antes de adecuarlo en 1993. La construcción fue abandonada en 1998 debido a varias razones y se reinició después de 4 años, en 2003.